# Fissidens amblyotis
Fissidens amblyotis là một loài Rêu trong họ Fissidentaceae. Loài này được Dixon mô tả khoa học đầu tiên năm 1924.